# Mister Sterling
Mister Sterling est une série télévisée américaine en dix épisodes de 42 minutes, créée par Lawrence O'Donnell et dont seulement neuf épisodes ont été diffusés entre le 10 janvier et le 14 mars 2003 sur le réseau NBC.
Cette série est inédite dans les pays francophones.

## Synopsis
Dans la veine d'À la Maison-Blanche, cette série met en scène le quotidien d'un sénateur idéaliste, William Sterling Jr. entouré de son équipe.

## Distribution
- Josh Brolin : Bill Sterling
- Audra McDonald : Jackie Brock
- William Russ : Tommy Doyle
- David Norona : Leon Montero
- James Whitmore : Retired Governor William Sterling Sr.
- Chandra West : Laura Chandler
- Dale Raoul : Pat Conway
- Alexandra Kerry : Karen
- Randy Oglesby (en) : Democratic Senate Majority Leader
- Nicole Forester : Sterling's Receptionist
- Stanley Kamel : Arthur Peyton

## Épisodes
1. Titre français inconnu (Next Question)
2. Titre français inconnu (Game Time)
3. Titre français inconnu (Technical Corrections)
4. Titre français inconnu (Human Error)
5. Titre français inconnu (Nothing Personal)
6. Titre français inconnu (The Statewide Swing)
7. Titre français inconnu (Wish List)
8. Titre français inconnu (Final Passage)
9. Titre français inconnu (Sins of the Father)

## Commentaires
Malgré des critiques positives, la série n'atteint pas des sommets d'audience et se voit déprogrammée après neuf épisodes. 
James Whitmore a été nommé aux Emmy Award en 2003 pour son rôle de Bill Sterling. 
L'actrice pornographique Jenna Jameson apparaît dans deux épisodes dans lesquels elle joue son propre rôle.